# Xã Sheridan, Quận Scott, Iowa
Xã Sheridan (tiếng Anh: Sheridan Township) là một xã thuộc quận Scott, tiểu bang Iowa, Hoa Kỳ. Năm 2010, dân số của xã này là 6.213 người.